# O Fino do Fino
O Fino do Fino è un album della cantante brasiliana Elis Regina e del gruppo musicale Zimbo Trio, pubblicato nel 1965 dalla Companhia Brasileira de Discos (CBD), etichetta della Philips Records (LP P 632.780 L).

## Tracce
1. Zambi - (Edu Lobo, Vinicius de Moraes) -
2. Aruanda - (Carlos Lyra, Geraldo Vandré) -
3. Canção do amanhecer - (Edu Lobo, Vinicius de Moraes)  -
4. Só eu sei o nome - (Luiz Chaves) 	 -
5. Esse mundo è meu - (Ruy Guerra, Sergio Ricardo) / Resolução - (Edu Lobo, Lula Freire) -
6. Samba meu - (Adylson Godoy) -
7. Expresso sete - (Rubinho Barsotti) -
8. Té o sol raiar - (Baden Powell, Vinicius de Moraes) -
9. Chuva - (Pedro Camargo, Durval Ferreira) -
10. Amor demais - (Ed Lincoln, Silvio César) -
11. Samba novo - (Newton Chaves, Durval Ferreira) -
12. Chegança - (Edu Lobo, Oduvaldo Vianna Filho) -

## Formazione
- Elis Regina - voce
- Zimbo Trio
  - Amilton Godoy - pianoforte
  - Luiz Chaves - contrabbasso
  - Rubinho (Rubens Barsotti) - batteria